# Mesembrius quadrivittatus
Mesembrius quadrivittatus är en tvåvingeart som först beskrevs av Christian Rudolph Wilhelm Wiedemann 1819.  Mesembrius quadrivittatus ingår i släktet Mesembrius och familjen blomflugor. Inga underarter finns listade i Catalogue of Life.